# Althoff Hotels
Pour les articles homonymes, voir Althoff.
Althoff Hotels est un groupe hôtelier allemand possédant 7 hôtels en Allemagne, en France et en Angleterre. Le siège de l'entreprise est à Cologne.

## Histoire
En 1984, l'entrepreneur allemand et hôtelier Thomas H. Althoff a fondé l'hôtel Regent International à Cologne avec sa femme, Elke Diefenbach-Althoff.
Le groupe comprend sept hôtels internationaux cinq étoiles. En Allemagne, il possède le Grandhotel Schloss Bensberg à Bergisch Gladbach, l'hôtel Überfahrt/ Seehotel Bavaria à Rottach-Egern près du lac Tegern, l'hôtel Fürstenhof à Celle, et l'Althoff Hotel am Schlossgarten de Stuttgart ainsi que l'hôtel Dom à Cologne.
Le groupe dirige, hors d'Allemagne, deux établissements : le St James's Hotel and Club (en) à Londres et l'hôtel Villa Belrose à Gassin, près de Saint-Tropez.
En janvier 2015, le bail avec le château Lerbach a expiré.

## Gastronomie
Les hôtels du groupe Althoff Hotels sont connus pour leur restaurants gastronomiques. Les restaurants ont obtenu douze étoiles au Guide Michelin. Dix étoiles ont été attribuées en Allemagne aux chefs Joachim Wissler (trois étoiles), Christian Jürgens (trois étoiles), Nils Henkel (deux étoiles), Hans Sobotka (une étoile) et Sebastian Prüßmann (une étoile). En France, le chef italien Pietro Volontè a été distingué par une étoile, perdue en 2019.